# Лагунильяс
Лагунильяс (исп. Laguna Lagunillas) — озеро в Перу в провинции Лампа региона Пуно. Площадь водного зеркала — 65,71 км². Высота над уровнем моря — 4174 м. Длина озера — 17,5 км, ширина — 5,55 км. Длина береговой линии — 75,24 км. Максимальная глубина достигает 53,4 метра, средняя равна 15,1 метра. Объём содержащейся в озере воды — 0,99 км³.
Имеет вытянутую форму, протягивается с северо-запада на юго-восток. В центральной части акватории имеется крупный остров, в восточной — большой залив, где расположена наиболее глубокая точка. Вдоль южного берега проходит железнодорожная линия из Арекипы в Хульяку.
Питается дождями и водами реки Серильос. Вытекает река Кебанильяс, приток Коаты, впадающей в Титикаку. Средняя температура воды — 8,5 °C.
В озере обитает два вида рыб — автохтонная Orestias luteus и интродуцированная микижа. Зоопланктон представлен 5 видами коловраток, 5 видами веслоногих ракообразных и 3 видами ветвистоусых.